# 70. Armee (Rote Armee)
Die 70. Armee (russisch 70-я армия) war ein militärischer Großverband der Roten Armee, der an der sowjetischen Westfront des Zweiten Weltkrieges eingesetzt wurde und bei Kriegsende im Mai 1945 an der Berliner Operation teilnahm. Diese Armee wurde Ende 1942 aus NKWD-Truppen gebildet, ihr Personal bestand hauptsächlich aus den asiatischen Grenzbezirken der Sowjetunion.

## Geschichte

### Aufstellung
Die 70. Armee wurde mit direkter Unterstellung des Stawka-Oberkommandos zwischen Oktober 1942 und Januar 1943 aus Grenz- und inneren Truppen des NKWD aufgestellt. Drei asiatische Divisionen mit 55.000 Mann (darunter 1.500 Mann Spezialtruppen) bildeten den Grundstock und stammten aus den kasachischen, tadschikischen und turkmenischen Grenzbezirken:
- 102. Fernöstliche Sch. Div. (Generalmajor A. M. Andrejew, Leiter der politischen Abteilung - Oberst K. W. Owchinnikow) aus NKWD-Grenzsoldaten des Primorsker- und Chabarowsker Bezirks
- 106. Transbaikalische Sch. Div. (Generalmajor S. I. Donskow, Leiter der politischen Abteilung - Oberst A. I. Nikulin) aus dem Transbaikaler - und teilweise dem Primorsker-Grenzbezirk
- 162. Zentralasiatische Sch. Div. (Oberst S. Ja. Senchillo, Leiter der politischen Abteilung - Oberst I. Ch. Nikonorow) aus dem turkmenischen Grenzbezirken

Die Aufstellung des Oberkommandos der Armee war bis Mitte Januar 1943 abgeschlossen. Die ersten Divisionen wurde von Rekrutierungspunkten in Taschkent, Nowosibirsk, Tschita, Transbaikalien und im Fernen Osten in den Ural verlegt, wo sich bereits die Uralsker- und Stalingrader NKWD-Division befanden. Aus all diesen Formationen der NKWD-Truppen wurde eine eigene Armee die 70. gebildet.
Die 70. Armee wurde von Generalmajor G. F. Tarassow, dem ehemaligen Stabschef des Grenzgebiets Transbaikal geführt, als Stellvertreter fungierte Generalmajor A. Ja. Kiselew. Als Chef des Generalstabes wurde Generalmajor V. M. Scharapow berufen, Mitglied des Militärrats wurde Generalmajor N. N. Sowkow und Oberst Ja. G. Maslowski wurde zum Leiter der politischen Abteilung ernannt.
Die 70. Armee bestand im Februar 1943 aus sechs Divisionen, von denen drei aus den Grenzsoldaten Zentralasiens, Transbaikaliens und des Fernen Osten stammten:
- 102. Schützendivision – Fernost (Chabarowsk), Generalmajor Andrei M. Andrejew
- 106. Schützendivision – Transbaikal (Tschita), Generalmajor Semjon I. Donskow
- 162. Schützendivision – Zentralasien (Taschkent), Oberst Sergei Ja. Sentschillo
- 140. Schützendivision – Sibirien (Nowosibirsk), Generalmajor Michail A. Jenschin
- 175. Schützendivision – Uralsk (Swerdlowsk), Oberst Nikolai N. Drosdow
- 181. Schützendivision – Stalingrad (Tscheljabinsk), Generalmajor Alexander A. Sarajew
- Anschließend kamen noch die 132., 211. und 280. Schützendivision hinzu.

Am 15. Februar 1943 wurde die 70. Armee am Mittelabschnitt der Ostfront in die Zentralfront (Generaloberst K. K. Rokossowski) eingegliedert, im Juni 1943 wurde der Oberbefehlshaber Generalleutnant G. F. Tarassow durch Generalleutnant Iwan Galanin ersetzt.

### 1943
Bis 12. Februar 1943 wurde die Armeetruppen in 76 Eisenbahntransporten im Raum Jelez versammelt und darauf in den Raum nordwestlich von Kursk zur Zentralfront verschoben. Bei der Ankunft gingen die ersten Verbände der 70. Armee in der Dmitrijew-Sewsker Operation unvorbereitet mit der 102. und 106. Schützendivision und dem selbstständigen 30. Panzer-Regiment nach Nordwesten in den ersten Angriff über. Die erste Staffel der 70. Armee sollte die Line Dmitrowsk-Orlowski-Fatejewka 30 km südwestlich von Dmitriew-Lgow überschreiten, die anderen Schützen-Divisionen hatten bei Trofimowka vorzugehen. Bis zum 27. Februar sollte die Offensive in Richtung Karachi durchbrechen und die Eisenbahnlinie zwischen Brjansk und östlich von Karatschew abschneiden. Die durch den anstrengenden Marsch geschwächte Armee konnte den angezielten Erfolg nicht erreichen. Die Soldaten wurden dann zwischen der 65. und 13. Armee an der Frontlinie Ort Tagino – Tepolje – Fatesch zurückgezogen, wobei General P. I. Batow (Kommandant der 65. Armee) der noch unterversorgten Armee mit einem Tagessatz an Lebensmitteln und einen Teil seiner Munition aushalf.
Anfang Juli 1943 nahm die 70. Armee gegenüber dem deutschen XX. Armeekorps an der Schlacht im Kursker Frontbogen teil. In vorderster Front der Armee verteidigten die Schützenregimenter der 102., 106., 181., 211. und 280., in der zweiten Verteidigungslinie befanden sich die Verbände der 132., 140., 162. und 175. Schützendivision, dahinter standen fünf Panzerregimenter als Reserve zur Verfügung.
Am 5. Juli erfolgten erste Angriffe auf die 70. Armee, tagsüber gelang es den deutschen Truppen 6-8 km in die Verteidigung der Truppen einzubrechen, doch Gegenstöße der sowjetischen Panzereinheiten stoppten den weiteren Vormarsch. Vom 7. bis 9. Juli tobten erbitterte Kämpfe weiter, die 140. Schützendivision und die 3. Panzer-Abwehrbrigade (Oberst W. N. Rukosujew) bewährten sich im Abwehrkampf. Am 1. September 1943 wurde die 70. Armee in die Reserve des Oberkommandohauptquartiers zurückgezogen und erhielt dann neue Einheiten unterstellt.

### 1944
In der zweiten Februarhälfte 1944 wurde die 70. Armee an den Pripjat-Abschnitt verlegt und bis zur Turija nördlich von Kowel konzentriert. Am 25. Februar 1944 wurde die 70. Armee der Weißrussischen Front unterstellt, die am 16. April in 1. Weißrussische Front umbenannt wurde. Die Armee nahm mit nur vier Schützendivisionen an der Polesier Operation teil:
- 96. Schützenkorps mit 38. Garde- und 1. Schützendivision
- 114. Schützenkorps mit 76. Garde- und 160. Schützendivision
- 376. Panzerabwehr-Artillerie-Regiment
- 581. Flugabwehr-Regiment
- 136. Garde-Mörser-Regiment
- 148. Artillerie-Brigade

Während der Lublin-Brester Operation (18. Juli – 2. August 1944) umzingelten die Einheiten der nach Westen umfassenden 70. Armee zusammen mit der 61. und 28. Armee die deutsche Korpsgruppe Felzmann im Raum Brest.
Armeegliederung 18. Juli 1944
- 96. Schützenkorps, Generalleutnant Jakub Dschangirowitsch Tschanyschew (38. Garde- und 1. Schützendivision)
- 114. Schützenkorps, Generalleutnant Dmitri Iwanowitsch Rjabyschew (76. Garde- und 160. Schützendivision)
- 3. Artillerie-Durchbruchs-Division

Nach einem kurzen Aufenthalt in der Frontreserve kämpfte die 70. Armee ab 10. August im Raum Siedlce nördlich von Warschau. Ende August wurde die Armee hinter der 65. Armee am Narew-Abschnitt im Raum Serock eingesetzt. Am 29. Oktober wurde die 70. Armee als Reserve der 1. Weißrussischen Front und am 19. November als Reserve der 2. Weißrussischen Front vor der Grenze Ostpreußen aus der vorderen Linie zurückgezogen.

### 1945
In der Ostpreußischen Offensive (13. Januar – 25. April 1945) griff die 70. und 65. Armee aus dem Brückenkopf Serock in Richtung Modlin an. Innerhalb von drei Kampftagen durchbrachen die Armeetruppen die Verteidigung des deutschen XXVII. Armeekorps. Am 18. Januar eroberten sie die Festung Modlin und erreichten am 25. Januar die befestigte Stadt Thorn. Andere Einheiten der 70. Armee erreichen gleichzeitig die Weichsel nordöstlich von Bromberg und überquerten den Fluss, wobei sie wider auf Widerstand stießen. Im Zuge der Mlawa-Elbinger Operation brachte das 47. Schützenkorps (Generalleutnant Michail Iwanowitsch Dratwin) die Verteidiger von Thorn am 2. Februar zur Übergabe.
Die 70. Armee nahm zusammen mit anderen Frontarmeen und den Matrosen der Baltischen Flotte an der Schlacht um Ostpommern (10. Februar – 4. April 1945) teil. Am 21. März gelang der 70. Armee nördlich Zoppot bei Klein Katz die Stellungen des deutschen VII. Panzerkorps zu durchbrechen und die Küste zu erreichen. Am 28. März wurde die Stadt, der Hafen und der Marinestützpunkt Gdynia eingenommen und am 30. März die Stadt Danzig.
Armeegliederung am 16. April 1945
96. Schützenkorps - Generalleutnant Jakub Jangirowitsch Tschanyschew
- 38. Garde-Schützendivision, Generalmajor Georgi Matwejewitsch Solowjew
- 369. Schützendivision, Oberst Iwan Andrjewitsch Golubew
- 1. Schützendivision, Oberst Andrei Josifowitsch Karpeljuk

47. Schützenkorps - Generalleutnant Michail Iwanowitsch Dratwin
- 71. Schützendivision, Oberst Nikolai S. Beljaew
- 136. Schützendivision, Oberst Wassili Iwanowitsch Trudoljubow
- 162. Schützendivision, Oberst Anatoli Olegowitsch Muratow
- 165. Schützendivision, Oberst Nikolai Iwanowitsch Kaladse
- 320. Schützendivision, Oberst Josif Sacharowitsch Burik

114. Schützenkorps - Generalleutnant Dmitri Iwanowitsch Rjabyschew
- 76. Schützendivision, Generalmajor A. I. Gerwasjew
- 160. Schützendivision, Generalmajor Nikolai S. Timofejew
- 191. Schützendivision, Generalmajor Grigori Osipowitsch Ljaskin

3. Garde-Panzerkorps, Generalleutnant Alexei Pawlowitsch Panfilow
- 3. Panzerbrigade, Oberstleutnant Fjodor Ch. Jegorow
- 18. Garde-Panzerbrigade, Oberst Kyril Osipowitsch Urwanow
- 19. Garde-Panzerbrigade,
- 2. Garde-Schützen-Brigade, Oberstleutnant Jefim Karpowitsch Djaschuk

3. Garde-Kavalleriekorps, Generalleutnant Nikolai Sergejewitsch Oslikowski
- 5. Garde-Kavallerie-Division
- 6. Garde-Kavallerie-Division
- 32. Kavallerie-Division, Generalmajor Iwan Prokofjewitsch Kaljuschny

Anfang April 1945 wurde die 70. Armee wieder kurz in Frontreserve versetzt, in dieser Zeit wurde ihr die schwere 66. Garde-Artillerie-Brigade (Oberst Michail Pawlowitsch Paramonow) unterstellt, eine kampfkräftige Streitmacht mit 60 ISU-122 und 3 SU-76 Panzer-Selbstfahrlafetten. Bis 15. April wurde die Armee im Raum Wittstock, Naugard verlegt, um an der Berliner Operation teilzunehmen. In der Stettin-Rostocker Operation (16. April – 8. Mai) war die 70. Armee der 2. Weißrussischen Front angeschlossen und rückte über Prenzlau und Neubrandenburg zur Ostsee vor. Am 1. Mai erreichte das 3. Garde-Panzerkorps Rostock, am folgenden Tag besetzte die 3. Panzer-Brigade (Oberstleutnant Fjodor Ch. Jegorow) die Küste säubernd auch Warnemünde. Am Abend des 3. Mai erreichten die Armeetruppen die Ostseeküste im Raum Wismar und erhielten den Auftrag, die Küstenlinie zu sichern.
Nach dem Krieg wurde das Hauptquartier de Armee nach Tschkalow verlegt, wo im Oktober 1945 auf dessen Grundlage das Oberkommando des Militärbezirks Südural geschaffen wurde.

## Führung
Oberbefehlshaber
- Generalmajor German Fjodorowitsch Tarassow, 23. Oktober 1942 – 2. April 1943
- Generalleutnant Iwan Wassiljewitsch Galanin, 2. April – 28. September 1943
- Generalmajor Wladimir Maximowitsch Scharapow, 28. September – 23. Oktober 1943
- Generalleutnant Alexei Alexandrowitsch Gretschkin, 24. Oktober – November 1943
- Generalleutnant Iwan Fjodorowitsch Nikolajew (14. Januar 1944 – 27. März 1944)
- Generalmajor Alexander Iwanowitsch Ryschow (28. März – 27. Mai 1944)
- Generaloberst Wassili Stepanowitsch Popow (27. Mai 1944 bis Mai 1945)

Mitglied des Kriegsrats
- Generalmajor N.N. Sowkow, Oktober 1942 bis Mai 1945

Stabschefs
- Generalmajor Wladimir Scharapow, Oktober 1942 – November 1943
- Oberst G. M. Abajew, November 1942 – Februar 1944
- Generalmajor P. I. Ljapin, Februar 1944 – März 1945
- Oberst A. P. Penchewski, März – April 1945
- Generalmajor S. I. Teteschkin, April – Mai 1945